# Vicent Morera Amigó
Vicent Morera Amigó (Silla, 24 de gener de 1919 - València, 28 de juny de 1982) va ser un futbolista dels anys 1940 i 1950 que jugava de mig. Va ser també entrenador.

## Trajectòria
Jugà al Silla CF abans de la Guerra. Acabada la mateixa fou destinat a Ceuta per a realitzar el servei militar i continuà la pràctica del futbol a diversos clubs andalusos, Sevilla Aficionados, Reial Betis, Xerez CD i Granada CF a Segona Divisió. Ingressà al Reial Múrcia CF, club amb el qual aconseguí l'ascens a primera divisió. El 1945, és fitxat pel FC Barcelona. Amb el Barça només va jugar una temporada (1945-1946). Va debutar en partit oficial el 7 d'octubre 1945 contra l'Alcoià a la tercera jornada de la lliga espanyola (victòria 2 a 0). També va jugar 26 partits no oficials. Al 1946, Vicent Morera fitxa pel València CF, on guanyà la lliga espanyola de la temporada 1946-47. La competència a la seva posició amb el futbolista Mundo provocà que al cap de dues temporades abandonés el club. Retornà al Reial Múrcia CF i posteriorment ingressà al Llevant UE. Amb el Llevant fou pitxitxi de tercera del 1954 i ascendí a Segona.
Un cop retirat de la pràctica activa del futbol es convertí en entrenador, d'equips modestos valencians. Fou seleccionador de la selecció regional valenciana, de la selecció espanyola juvenil, de l'Ontinyent CF, del CD Mestalla (1962) o del Llevant UE (1966).
El camp de futbol de Silla duu el nom Vicent Morera Amigó.

## Palmarès
- Copa d'Or Argentina:
  - 1945
- Lliga espanyola:
  - 1946-47